# Phyciodes thebais
Phyciodes thebais är en fjärilsart som beskrevs av Frederick DuCane Godman och Osbert Salvin 1878. Phyciodes thebais ingår i släktet Phyciodes och familjen praktfjärilar. Inga underarter finns listade i Catalogue of Life.